# Masoncus dux
Masoncus dux là một loài nhện trong họ Linyphiidae.
Loài này thuộc chi Masoncus. Masoncus dux được Ralph Vary Chamberlin miêu tả năm 1949.